# Russell Malone
Russell Malone (Albany (Georgia), 8 november 1963 – Tokio, 23 augustus 2024) was een Amerikaanse jazzgitarist van de modernjazz.

## Biografie
Malone, die afkomstig was uit een religieuze familie, bouwde speelervaring op met gospelmuziek in de kerk en speelde daarna in rhythm-and-bluesbands. Hij werkte bij Eddie 'Cleanhead' Vinson en vanaf 1988 bij Jimmy Smith, voordat hij vanaf 1990 meerdere jaren behoorde tot de bigband van Harry Connick jr.. In 1992 nam hij zijn debuutalbum Russell Malone op, waarop hij werd begeleid door Milt Hinton. In 1994 presenteerde hij zijn kwartet in Europa en Azië. Hij speelde mee in de speelfilm Kansas City (1996).
In de volgende jaren werkte hij voornamelijk in de bands van Diana Krall en Benny Green. In 2001 toerde hij met het trio van Monty Alexander en Ray Brown, het daaropvolgende jaar met Benny Green. Hij werkte ook mee bij platenopnamen van Roy Hargrove, Gary Bartz, Stephen Scott, Etta James en Don Braden en trad op in het Golden Striker Trio met Ron Carter en Mulgrew Miller en van 2008 tot 2009 ook in duet met Bill Frisell. Vanaf 2015 werkte hij weer uitgebreid met eigen bands, waarmee hij albums uitbracht als Love Looks Good on You.
Malone overleed op 23 augustus 2024 op 60-jarige leeftijd. Hij overleed aan een hartaanval tijdens een tournee in Japan.

## Discografie
- 1998: Sweet Georgia Brown (met Kenny Barron, Ron Carter en Lewis Nash)
- 2001: Heartstrings (met Kenny Barron, Christian McBride en Jeff 'Tain' Watts)
- 2003: Jazz at the Bistro (met Benny Green)
- 2006/07: Live at Jazz Standard, Vols. 1 & 2 (Maxjazz)
- 2016: All About Melody